# Брито Руас, Эркулес
Эркулес Брито Руас (порт. Hércules Brito Ruas; 9 августа 1939, Рио-де-Жанейро) — бразильский футболист, центральный защитник. Чемпион мира 1970. Брито был одним из лучших защитников в истории клуба «Васко да Гама». Брат другого известного футболиста — Десио.

## Карьера
Брито начал карьеру в клубе «Васко да Гама» в возрасте 16 лет. Он выступал за клуб 15 лет, с перерывом в год, когда он играл за «Интернасьонал» (Санта-Мария). В «Васко» прошли лучшие годы карьеры Брито, он выиграл с клубом 4 чемпионата Рио-де-Жанейро, турнир Рио-Сан-Паулу и Кубок Гуанабара. Много лет Брито являлс капитаном команды. А также вызывался в состав сборной Бразилии, за которую провёл 61 матч, включая 7 игр на двух чемпионатах мира, во втором из которых Бразилия победила. На том турнире Брито был лидером обороны бразильцев, позволявшей нападению сборной не отвлекаться на защиту.
После чемпионата мира, Брито перешёл во «Фламенго», где его карьера пошла на спад: за клуб он провёл только 11 игр. Затем Брито играл в «Крузейро», «Ботафого», в составе которого он дебютировал в чемпионате Бразилии, проведя 68 матчей, «Коринтиансе», «Атлетико Паранаэнсе», канадском клубе «Ле Кастор». Завершил карьеру Брито в возрасте 40 лет в клубе «Ривер» (Терезина).
Сейчас Брито живёт в городе Гуанабара. Брито имеет сына и 3-х внуков.

## Достижения

### Командные
- Чемпион штата Рио-де-Жанейро: 1956, 1963, 1964, 1965
- Чемпион турнира Рио-Сан-Паулу: 1966
- Обладатель Кубка Гуанабара: 1966
- Чемпион мира: 1970
- Обладатель Кубка Рока: 1971
- Обладатель Кубка Независимости Бразилии: 1971

### Личные
- Обладатель Серебряного мяча Бразилии: 1970